# Lily-Braun-Gymnasium
Das Lily-Braun-Gymnasium ist eine Oberschule im Berliner Bezirk Spandau. Die Schule wurde 1862 als Höhere Schule für Mädchen gegründet. Heute werden an ihr ca. 700 Schüler und Schülerinnen koedukativ unterrichtet. Die Schule ist seit 1947 nach der Frauenrechtlerin Lily Braun benannt.

## Geschichte
Ursprung des Lily-Braun-Gymnasiums ist eine 1862 vom Spandauer Magistrat gegründete „Höhere Töchterschule“. Der Unterricht fand zunächst nachmittags im Hause einer Knabenschule statt, bis im Jahre 1875 ein eigenes Schulgebäude am Spandauer Reformationsplatz zu Füßen der Nikolaikirche bezogen werden konnte.
Die Schule besaß eine „Vorschule“, aus der die Schülerinnen nach der 2. Klasse unmittelbar übernommen werden konnten, aber noch keine Oberstufe. Erst im Jahre 1912 wurde der Schule erlaubt, eine solche Oberstufe einzurichten und sich Lyzeum zu nennen. Zusätzlich wurde eine Studienanstalt zur Ausbildung junger Lehrerinnen eingerichtet. Das erste Abitur legten 20 Abiturientinnen im Jahre 1916 ab.
Bis 1912 wuchs die Schülerzahl von anfänglich 160 auf 440. Das alte Schulgebäude am Reformationsplatz wurde zu klein und entsprach auch nicht mehr den unterrichtlichen und baulichen Anforderungen. So gab der Magistrat den Auftrag zum Neubau eines großen Schulhauses am Rande der Altstadt in der Münsingerstraße, das 1916 bezogen wurde. Beim Einzug erhielt die Schule den Namen Cecilienschule nach der Ehefrau des preußischen Kronprinzen Cecilie zu Mecklenburg.
Mit dem Übergang in die Weimarer Republik wurde die Vorschule abgeschafft. Auch der Name „Cecilienschule“ wurde 1927 gestrichen. Bis 1938 trug die Schule nun den Namen „Städtisches Lyzeum mit Studienanstalt“. Ein besonderes Engagement kennzeichnet die Schule in diesen Jahren im sportlichen Bereich: Es wurden Sport- und Spielfeste durchgeführt, und die Ruderriege wuchs so stark an, dass die Schule im Jahre 1927 für die aus eigenen Mitteln erworbenen Boote ein schuleigenes Bootshaus errichten konnte.
Mit dem Einzug der nationalsozialistische Diktatur 1933 kam es zu personellen, inhaltlichen und organisatorischen Veränderungen. So ist die Entlassung der reformpädagogisch orientierten stellvertretenden Schulleiterin Panten dokumentiert. Der bereits seit 1912 amtierende Schulleiter Pick blieb jedoch bis 1946 in seinem Amt. Durch Erlass von 1937 wurde die Oberstufe umgestaltet. Neben einen sprachlichen Zweig trat ein hauswirtschaftlicher – das sogenannte „Puddingabitur“ entstand. Im Jahre 1938 bekam die Schule eine neue Namenspatronin: Die von Hitler in die Gottbegnadeten-Liste aufgenommene Schriftstellerin Ina Seidel, die ihm bereits 1933 das Gelöbnis treuester Gefolgschaft geschworen hatte.
Der Zweite Weltkrieg begann für die Schule mit zweiwöchigem Unterrichtsausfall, weil ab dem 26. August 1939 Soldaten zur Vorbereitung des Überfalls auf Polen einquartiert wurden. Wegen der heftiger werdenden Luftangriffe der Alliierten auf Berlin wurde im September 1943 der Unterricht ganz eingestellt. Im November evakuierte man als sogenannte Kinderlandverschickung die Schule mit 250 Schülerinnen und dem Lehrpersonal nach Schlesien. In einem Ort an der Weichsel wohnten sie in beschlagnahmten Hotels und Ferienhäusern und wurden von den Lehrern, die von Haus zu Haus zogen, unterrichtet. Im Januar 1945 flüchteten die Schülerinnen und Lehrer vor der herannahenden Ostfront in einer mehrwöchigen Flucht bis nach Bayern, das gerade Teil der amerikanischen Besatzungszone geworden war. In Bayern verweilten die Schülerinnen noch über ein Jahr an verschiedenen Orten, da Berlin wegen der Zerstörungen und der kritischen Versorgungslage für lange Zeit noch nicht aufnahmefähig war. Erst im Juni 1946 durften die Schülerinnen und das Lehrpersonal nach Berlin zurückkehren.
| Jahr | Schulname                         | Zusatz                                                 |
| ---- | --------------------------------- | ------------------------------------------------------ |
| 1862 | Höhere Mädchenschule              |                                                        |
| 1912 | Städtisches Lyzeum und Oberlyzeum |                                                        |
| 1916 | Cecilienschule                    |                                                        |
| 1927 | Lyzeum mit Studienanstalt         |                                                        |
| 1937 | Oberschule für Mädchen            |                                                        |
| 1938 | Ina-Seidel-Schule                 | Oberschule für Mädchen                                 |
| 1947 | Lily-Braun-Schule                 | Wissenschaftliche Oberstufe der Einheitsschule Spandau |
| 1952 | Lily-Braun-Schule                 | Oberschule Wissenschaft- lichen Zweiges                |
| 1974 | Lily-Braun-Oberschule             | (Gymnasium)                                            |
| 2013 | Lily-Braun-Gymnasium              |                                                        |

| Jahr      | Schulleiter                   |
| --------- | ----------------------------- |
| 1862–1887 | Hr. Baldamus                  |
| 1887–1912 | Robert Schulz                 |
| 1912–1946 | Dr. E. Pick                   |
| 1945–1946 | Erika Basdeck (kommissarisch) |
| 1946–1951 | Dr. Fritz Franzmeyer          |
| 1951–1966 | Margarete Tobiank             |
| 1966–1976 | Paul Dallmann                 |
| 1976–1992 | Arnold Klöck                  |
| 1994–1999 | Peter Tussing                 |
| 1999–2002 | Michael Pohl (kommiss.)       |
| 2002–2009 | Michael Klose                 |
| Seit 2009 | Ulrike Kaufmann               |

In Berlin begann man im Juni 1945 in Abwesenheit der Schulleitung und großer Teile der Lehrer- und Schülerschaft das durch Luft- und Artillerieangriffe beschädigte Schulhaus notdürftig wiederherzurichten. Zunächst leiteten zwei Lehrerinnen, Frau Frost und Frau Basdeck, provisorisch die Schule, danach von 1946 bis 1951 Herr Dr. Franzmeyer. 1947 erfuhr die Schule eine erneute Umbenennung. Als Namenspatronin wurde nunmehr die sozialdemokratische Frauenrechtlerin Lily Braun (1865–1916) gewählt.
Im Oktober 1951 wurde Frau Tobiank der erste offizielle weibliche Schulleiter. Sie leitete die Schule bis 1965. Im selben Jahr erfolgte die Ausgliederung der Filiale Siemensstadt, die ein selbständiges Gymnasium wurde. Tobiank modernisierte den Schulbetrieb durch Öffnung der Schultore ab 1952 auch für Jungen (Koedukation). 1961 wurde der im Krieg schwer beschädigte Hallentrakt mit Turnhalle und Aula wiederhergestellt und eingeweiht.
1974/75 wurde für die Oberstufe das Kurssystem eingeführt. Die 1970er Jahre sind durch geburtenstarke Jahrgänge, den so genannten „Schülerberg“, geprägt. Es wurden bis zu 8 Parallelklassen eingerichtet. Der Unterricht fand zeitweise in mehreren Filialen statt; die Schülerzahl überschritt 1980 die Tausend. Ab Mitte der 1980er Jahre entspannte sich die Lage wieder ein wenig. Die Schülerzahl sank auf ca. 850 Schülerinnen und Schüler im Jahre 1985. Der hintere Teil des Schulhauses wurde endlich für die Schule verfügbar (Oberstufentrakt). Ein Gartenhaus schaffte zusätzlich Raum. In diese Zeit fällt auch die auffällige Giebelbemalung der Schule 1981 – ein Projekt des ehemaligen Lily-Braun-Schülers Christian Kuhnow.

Entwicklung der Schülerzahlen 1862–2012

Seit den 1990er Jahren durchlief das denkmalgeschützte Schulhaus eine ganze Reihe von Modernisierungsmaßnahmen. Drei große Computerräume wurden eingerichtet, in denen Informatik und ITG unterrichtet wird. Die Unterrichtsräume werden im Rahmen der Projekte eEducation Berlin Masterplan und Berlin wird kreidefrei – Kreidefreie Schule zunehmend mit Beamern, Medieninseln, vernetzten Computern und Whiteboards ausgestattet.
Mit dem Wegfall der 11. Klassen im Rahmen der Schulstrukturreform in Berlin im Jahre 2010 sank die Schülerzahl in den Folgejahren auf ca. 700 ab. Der von Eltern 1991 geschaffene und betriebene Alternativverkauf, der gesunde Snacks und umweltfreundliches Schulmaterial anbot, wurde 2010 durch eine neu gebaute Cafeteria mit professioneller Bewirtschaftung abgelöst. Schulleiterin ist seit 2009 Ulrike Kaufmann.
Die Schule pflegt durch gegenseitige Besuche gekennzeichnete Partnerschaften mit Schulen in Frankreich, Großbritannien und China. Ein jährlicher Sportaustausch besteht mit der Spandauer Partnerstadt Siegen. Das Gymnasium arbeitet eng mit der Spandauer Jugendkunstschule zusammen. Sie nahm überdies am internationalen Comenius-Programm teil und engagiert sich im Projekt Schule ohne Rassismus – Schule mit Courage.

## Unterrichtsangebot
Das Lily-Braun-Gymnasium beginnt mit der Klassenstufe 7 und führt zum  Abitur am Ende der Klassenstufe 12. Mit dem Abschluss der 10. Klasse wird der  Mittlere Schulabschluss (MSA) erworben.
Aus der Grundschule bringen die Schülerinnen und Schüler als 1. Fremdsprache Englisch mit. Ab Klasse 7 werden sie in  Französisch oder Spanish als 2. Fremdsprache unterrichtet. In einer speziellen Sprachenklasse pro Jahrgang werden zusätzliche Sprachmodule angeboten: ausgewählte Unterrichtseinheiten werden in Sachfächern wie Biologie, Geschichte, Ethik, Musik und Erdkunde auf Englisch oder Französisch unterrichtet. In der 8. Klasse besteht die Möglichkeit, Latein oder Chinesisch als 3. Fremdsprache zu wählen.
In einer Chorklasse pro Jahrgang liegt der Schwerpunkt im Musikunterricht auf der Vermittlung der Unterrichtsinhalte über das Singen. Zusätzlich ist die Teilnahme an der Chor-Arbeitsgemeinschaft verpflichtend.
Im Sportunterricht wird die 3. Sportstunde epochal in Neigungsgruppen unterrichtet.
Besondere pädagogische Ansätze:
- Blockunterricht (Unterricht nach Möglichkeit in Doppelstunden)
- Rhythmisierung des Schultages durch längere große Pausen
- In den Jahrgangsstufen 7 und 8:
  - Klassenlehrerteams
  - Klassenstunde
  - Arbeit mit dem Logbuch
  - Informationstechnische Grundausbildung (ITG), gekoppelt an den Geografieunterricht
- Erlernen des Gitarrenspiels im Fach Musik

Wahlpflichtfächer und Kursangebot
- Ab der 8. Klasse müssen Wahlpflichtfächer belegt werden. Neben Latein oder Chinesisch stehen Bildende Kunst, Biologie oder Chemie zur Wahl. Latein bzw. Chinesisch werden bis zur 10. Klasse weitergeführt und können auch in der Oberstufe weiter belegt werden.
- In der 9. Klasse stehen neben Latein und Chinesisch die Wahlpflichtfächer Bildende Kunst, Biologie, Musik und Geographie zur Auswahl.
- In der 10. Klasse kann zwischen den Wahlpflichtfächern Biologie, Chemie, Physik, Mathematik, Informatik, Musik, Kunst, Sozialwissenschaften und Literatur gewählt werden.

Die Schule nimmt am Berliner Programm zur vertieften Berufsorientierung (BvBO) teil und bietet ihren Schülern eine Unterstützung bei der Berufsorientierung und Berufswahlentscheidung.
In der Oberstufe können folgende Leistungskurse gewählt werden: Deutsch, Musik, Kunst, Englisch, Französisch,
Politikwissenschaften, Mathematik, Physik, Chemie, Biologie
Arbeitsgemeinschaften bestehen für:
| Sprachen       | Musik     | Sport      | Mathematik / Naturwiss.          | Sonstiges   |
| -------------- | --------- | ---------- | -------------------------------- | ----------- |
| Alt-Griechisch |           | Rudern     | Experimentieren                  | Hof-AG      |
| Chinesisch     | Chor      | Volleyball | Knobel-Mathe                     | Homepage    |
| Spanisch       | Orchester | Badminton  | Mathematik für das Studium       | Lesefreunde |
|                |           | Fußball    | Mathe-Station (Vorbereitung MSA) | Theater     |
|                |           |            |                                  | Roboter     |

Kooperationen:
- Jugendkunstschule Spandau („Kunstbastion“)
- Bildnerische Werkstätten der Spandauer Schulen
- Ruderverein Arkona
- TSV 1860 Spandau
- Studenten machen Schule
- Bildungsmentoren
- Schule ohne Rassismus – Schule mit Courage

Regelmäßige Veranstaltungen:
- Winter- und Sommerkonzerte
- Theateraufführung
- Berufspraktikum (Klassenstufe 9)
- Berufsinformationstag für die Oberstufe
- Schulungen durch „Studenten machen Schule“ im Rahmen des MSA und der 5. Prüfungskomponente des Abiturs
- Tag der offenen Tür (im Januar)

## Bekannte Absolventen
- Dietrich Austermann (* 1941), Politiker
- Kim Raisner (* 1972), Sportlerin
- Raed Saleh (* 1977), Politiker
- Kordula Schulz-Asche (* 1956), Politikerin
- Diane Weigmann (* 1974), Musikerin
- Kuro Salehi Takhasomi (* 1992), E-Sportler
- Nils Ehlers[2], Sportler